# Neophryxe
Neophryxe là một chi ruồi trong họ Tachinidae.

## Các loài
- Neophryxe australe Cerretti, 2012[6]
- Neophryxe exserticercus Liang & Chao, 1992[7]
- Neophryxe namibica Cerretti, 2012[6]
- Neophryxe psychidis Townsend, 1916[1]
- Neophryxe vallina (Rondani, 1861)[8]